# بيناساو
بلدية بيناساو (بالإسبانية: Benasau) هي بلدية تقع في مقاطعة أليكانتي التابعة لمنطقة بلنسية شرق إسبانيا.

## الديموغرافيا
بلغ عدد سكان بلدية بيناساو 178 نسمة عام 2011 (وفقاً للمعهد الوطني الإسباني للإحصاء).
| 210 | 195 | 196 | 222 | 210 | 190 | 178 |